# Charminus minor
Espèce
Synonymes
- Cispius minor Lessert, 1928

Charminus minor est une espèce d'araignées aranéomorphes de la famille des Pisauridae.

## Distribution
Cette espèce se rencontre au Congo-Kinshasa et en Côte d'Ivoire.

## Description
La femelle holotype mesure 4,2 mm.

## Publication originale
- Lessert, 1928 : Araignées du Congo recueillies au cours de l'expédition par l'American Museum (1909-1915). Deuxième partie. Revue suisse de Zoologie, vol. 35, p. 303-352 (texte intégral).